# Убийцы пауков
Убийцы пауков (англ. Spider-Slayers) — роботы, появляющиеся в американских комиксах издательства Marvel Comics. Сконструированные Спенсером Смайтом, они были созданы специально для выслеживания, поимки и убийства Человека-паука. Впоследствии сын Спенсера, Алистер, создал новое поколение Убийц пауков.
Вне комиксов Убийцы пауков появлялись в нескольких медиа-адаптациях, включая мультелесериалы и видеоигры.

## История публикаций
Убийцы пауков дебютировали в комиксе The Amazing Spider-Man #25 (июнь 1965) и были созданы сценаристом Стэном Ли и художником Стивом Дитко.

## Биография
Первых Убийц пауков создал учёный по имени Спенсер Смайт. Джей Джона Джеймсон выступил инвестором, намереваясь с их помощью поймать и разоблачить супергероя Человека-паука, которого искренне ненавидел. Тем не менее, Человек-паук каждый раз выходил победителем из сражений. Неоднократно потерпев поражение, Спенсер пытался устранить изъяны предыдущих образцов в новых моделях, однако, из-за спешки и неосторожности он подвергся облучению от строительных материалов. Обвинив в своём недуге Джеймсона и Человека-паука, он попытался лично убить обоих, но умер ещё до того, как Человек-паук отразил его нападение.
В какой-то момент Джеймсон поручил другому учёному, доктору Марле Мэдисон, создать нового и улучшенного Убийцу пауков. Несмотря на то, что его план провалился, Джона, в конечном итоге, влюбился в Марлу и женился на ней.
В The Amazing Spider-Man Annual #19 (1985) сын Смайта, Алистер, унаследовал дело своего отца и построил новых Убийц пауков. Он поклялся отомстить Человеку-пауку, неоднократно атакуя супергероя собственной армией роботов. Позже Смайт мутировал в гуманоидного Убийцу пауков, но так и не смог одолеть заклятого врага.
Самый первый Убийца пауков был замечен среди роботов и машин в коллекции Реаниматора. Позже Росомаха уничтожил Убийцу пауков, когда Реаниматор попытался использовать его против него. Позже он был использован Джеймсоном для нападения на Женщину-Халк после того, как та вышла замуж за его сына Джона, однако его вновь уничтожили.
В The Amazing Spider-Man #603 в распоряжение к ставшему мэром Нью-Йорка Джеймсону поступило несколько старых Убийц пауков, которыми тот оснастил свой «Отряд по борьбе с пауками», чтобы победить Человека-паука. Тем не менее, члены отряда отказались сражаться с супергероем, который спас их и весь Нью-Йорк от грязной бомбы.
Несмотря на отсутствие связи с творениями Смайтов и Мэдисон, когда Человек-паук переоборудовал всех октоботов, конфискованных у Доктора Осьминога и хранящихся в полицейском участке Нью-Йорка, намереваясь с их помощью разнести противоядие, способное обратить вспять мутации, превратившее всё население города в людей-пауков, он в шутку переименовал их в собственных Убийц пауков.
Когда Король гоблинов и его подпольная группа Гоблинов погрузила Манхэттен в хаос, мэр Джей Джона Джеймсон представил общественности Убийц гоблинов, которых планировал использовать против угроз, связанных с соответствующими преступниками. Тем не менее, Мэри Джейн Уотсон выразила беспокойство относительно того, что Убийцы гоблинов раньше были Убийцами пауков. Джеймсон приказал шефу Пратчетту отправить одного из Убийц гоблинов к месту ограбления, а затем отправиться в погоню за Превосходным Человеком-пауком. Затем Превосходный Человек-паук столкнулся с легионом Убийц пауков с лицом мэра Джеймсона, спроецированным на передних лицевых панелях. В то время как Превосходный Человек-паук обнаружил, что последнее поколение роботов превосходило по силе предыдущие образцы, Человек-паук 2099 дистанционно деактивировал Убийц пауков. Тем не менее, Королю гоблинов удалось перехватить контроль над Убийцами пауков, которые схватили обоих Людей-пауков за головы.
В сюжетной линии Spider-Man 2099 выяснилось, что после смерти Смайта дилеры незаконно продали Убийц пауков иностранным государствам. Мигель сопроводил Тиберуса Стоуна в одной из таких сделок, в ходе которой сразился со Скорпионом. В конечном итоге Мигель победил Скорпион, обманом заставив Убийц пауков напасть на него.

## Альтернативные версии

### Ultimate Marvel
Убийцы пауков во вселенной Ultimate Marvel представляют собой восьмифутовых роботов, сконструированных Тинкерером, которые балансируют на большой сфере, будучи вооружёнными двумя ручными пушками и обладающими сферами вместо голов. Созданные на случай, если Человек-паук станет злодеем, они были отправлены Ником Фьюри в дом Питера Паркера, когда клоны Человека-паука вышли из-под контроля. Роботам было поручено арестовать Паркера, однако на их пути встали Фантастическая четвёрка и Карнаж, который трансформировался в Гвен Стейси, когда Убийцы победили его. Позже Убийцы пауков убили изуродованного клона и заключили в тюрьму другого нестабильного клона в Щ.И.Т..

### MC2
В попытках задержать перемещающегося между измерениями суперзлодея из реальности MC2, Девушка-паук случайно отправилась в прошлое Земли-616, где она столкнулась с первым Убийцей пауков. Приняв её за свою добычу, Убийца пауков напал на Девушку-паук. Позже Девушка-паук вернулась в свою реальность, а Человек-паук победил Убийцу пауков так же, как и в оригинальной истории.

### House of M
В реальности House of M Джей Джона Джеймсон заставил Алистера Смайта построить Убийцу пауков, опасаясь, что он станет целью Человека-паука. Когда семья Питера ворвалась в дом Джоны в поисках дневника Питера, Джеймсон использовал против них Убийцу пауков. Став свидетелем избиения Гвен Стейси, Паркер разорвал на части своего оппонента.

### What If
После того, как Мэй Паркер и Джон Джеймсон погибли в результате крушения космического челнока, что было вызвано мхинациями Хамелеона, Джей Джона Джеймсон усыновил Питера Паркера, в то же время обвиняя в смерти близких Человека-паука. Одержимый идеей победить Человека-паука, Джеймсон выступил заказал разработку Убийцы пауков и формулы Скорпиона, последнюю из которых принял Флэш Томпсон. Сыворотка исказила разум Флэша, в результате чего тот впал в ярость, но был остановлен Человеком-пауком и Убийцей пауков, которым управлял Джеймсон. Поняв, насколько иррациональна его ненависть к Человеку-пауку, Джона решил помочь своему приёмному сыну бороться с преступностью при помощи Убийцы пауков.

## Вне комиксов

### Телевидение

Комбинированная форма трёх Убийц пауков — Чёрной вдовы, Тарантула и Скорпиона — в мультсериале «Человек-паук» (1994).

- Убийца пауков Mark I появился в эпизоде «Пойман Человек-паук» мультсериала «Человек-паук» (1967). Эта версия была построена Генри Смайтом и оснащена двумя металлическими руками, похожими на щупальца.
- Убийцы пауков появились в мультсериале «Человек-паук» (1994). В одноимённом эпизоде Спенсер Смайт с помощью ресурсов Нормана Озборна построил Убийцу пауков под названием «Чёрная вдова», чтобы выследить Человека-паука[20]. Тем не менее, робот был разрушен после битвы с супергероем в лаборатории Спенсера, что привело к мнимой смерти его создателя. В эпизоде «Возвращение Убийц пауков» сын Спенсера Алистер начал работать на Кингпина, воссоздав Чёрную вдову и сконструировав новых Убийц пауков — «Тарантула» и «Скорпиона», которые были в состоянии объединиться друг с другом. В эпизоде «Плита времени» Алистер создал «Мега Убийцу», тяжеловооружённого андроида, которым мог управлять на больших дистанциях. В эпизоде «Совершенный убийца», в качестве наказания за его неоднократные неудачи, главный научный сотрудник Кингпина Герберт Лэндон подверг Алистера генетической мутации, в результате чего тот стал «Совершенным Убийцей пауков», получившим органические лазерные пушки, выросшие из его плечей в дополнение к сверхчеловеческой силе и стойкости. В конечном итоге Алистер освободился из-под контроля Кингпина после того, как Человек-паук раскрыл ему, что Спенсер пережил взрыв в лаборатории, а Кингпин поместил его в криогенную камеру. В эпизоде «Свадьба» Кингпин использовал дубликат Мега Убийцы, чтобы помешать роботам-гоблинам, посланным Алистером и Зелёным гоблином сорвать свадьбу Питера Паркера и Мэри Джейн Уотсон. В мультсериале должен был появиться Инопланетный Убийца пауков (Mark X), который был выпущен в рамках линейки игрушек по мультсериалу от Toy Biz[21], а также выступал боссом в играх.
- Основанные на Убийцах пауков и Стражах «Стражи-хищники» появились в мультсериале «Росомаха и Люди Икс» (2009).
- Убийцы пауков появились в мультсериале «Великий Человек-паук» (2012). Эти версии являются творениями ГИДРЫ и Доктора Осьминога, которые объединили ДНК Человека-паука с Синтезоидами Арнима Золы. Группа состоит из Каина, Алого Паука и синтезированных клонов: Костяного паука, Паука-голиафа и Паука-призрака. Каин — несовершенный синтезоид, который обладает высокой устойчивостью к повреждениям, может прикреплять потерянные конечности и питаться жизненной энергией Человека-паука или других Убийц пауков. Алый Паук, позже названный Мэй Паркер Беном Рейли, является почти совершенным клоном Человека-паука, за исключением шрама на лице и способностей. Костяной паук имеет когти и шипы по всему телу, Паук-голиаф — сильнейший Убийца пауков, который может превратить своё тело в металл, а Паук-призрак может телепортироваться, становиться неосязаемым и генерировать биоэлектричество. Алый Паук дебютировал в двухсерийном эпизоде «Атака гидры» и стал союзником Человека-паука и Воинов паутины, однако впоследствии был разоблачён как шпион Доктора Осьминога. Впоследствии встал на путь исправления. В трёхсерийном эпизоде «Убийцы пауков» Человек-паук встретил Каина, после чего столкнулся с остальными Убийцами пауков. Зола приказал Синтезоидам атаковать Воинов паутины, но в конечном итоге супергерои победили и освободили Синтезоидов из-под вражеского контроля. Затем те были поглощены Каином, ставшим «Совершенным убийцей пауков», который, тем не менее, потерпел поражение от руки Агента Венома.
- Убийцы пауков появились в мультсериале «Человек-паук» (2017). Эти версии напоминают реальных пауков и различаются между собой по величине. Оригинальные Убийцы пауков были созданы Спенсером Смайтом, однако «Oscorp» украл его схемы и создал собственные версии роботов.

### Видеоигры
- Убийцы пауков появились в видеоигре Spider-Man (1995). В версии для SNES Убийцы пауков Mark X и XIV выступили боссами, модели Mark XVI и Mark XVII — обычными противниками, а Mark XV фигурировал в «Spectacular mode». Кроме того, Убийцы пауков Mark X, XIV, XVI и XVII вернулись в качестве врагов на последнем уровне. Модель Mark X также появилась в секретной комнате в канализации в «Spectacular mode». В версии для Sega Genesis Убийца пауков Mark XV появился на уровне «Зона разрушения», а модель Mark X выступила боссом уровня «Злые улицы города».
- Убийцы пауков Mark X и IX появились в The Amazing Spider-Man: Lethal Foes (1995).
- Убийцы пауков появились в игре The Amazing Spider-Man 3: Invasion of the Spider-Slayers (1993).
- Убийцы пауков появились в игре Spider-Man (2002). Здесь они представлены как механические пауки размером с человека, которых создал «Oscorp» для охоты на Человека-паука.
- Убийцы пауков из вселенной Ultimate Marvel появились в игре Spider-Man: Shattered Dimensions (2010). Они были изображены как большие роботы-гуманоиды, вооружённые огнемётами. Щ.И.Т. разработал их в качестве контрмеры против симбиотов.
- Убийцы пауков появились в игре The Amazing Spider-Man (2012), где они получили название «S-Bots». Роботы создавались в «Oscorp» под руководством генерального директора Алистера Смайта в качестве контрмеры для межвидовых экспериментов компании. Они состоят из Часовых (Медицинские, Боевые и Продвинутые варианты), Искателей (используемых для выслеживания гибридов) и Охотников (паукообразных летающих роботов, вызываемыми Искателями для уничтожения обнаруженных гибридов). Также есть три специальных робота, созданных специально для общегородских угроз: «S-01» — масштабная версия Охотника, которая не может летать, но в то же время способна стрелять лазерами и самонаводящимися ракетами, «S-02» — гигантский змееподобный робот с щупальцами, оснащённый большими бурами, которые позволяют ему прокладывать туннели сквозь здания и под землеё и «S-03» — массивная, хорошо оснащённая вооружением скорпионоподобная машина.
- Охотники и Искатели вернулись в игре The Amazing Spider-Man 2 (2014), в которой они используются Оперативной группой по расследованию преступлений для выслеживания Человека-паука, если его репутация находится на низком уровне.

## Критика
Comic Book Resources поместил Убийц пауков на 6-е место среди «10 самых опасных оружий, используемых врагами Человека-паука».